# Dobera loranthifolia
Dobera loranthifolia là một loài thực vật có hoa trong họ Salvadoraceae. Loài này được (Warb.) Harms mô tả khoa học đầu tiên năm 1897.